# La Locataire
Pour plus de détails, voir Fiche technique et Distribution.
La Locataire, ou La Résidente au Québec (The Resident) est un film d'horreur américain réalisé par Antti Jokinen, sorti en 2011. 	

## Synopsis
Séparée de son mari, Juliet, médecin urgentiste de New York, emménage dans un superbe loft situé à Brooklyn. Max, le propriétaire du loft, est un séduisant célibataire. La jeune femme déchante rapidement : Max semble être obsédé par elle et la suit partout…

## Fiche technique
- Titre français : La Locataire
- Titre québécois : La Résidente
- Titre original : The Resident
- Réalisation : Antti Jokinen
- Scénario : Antti Jokinen et Robert Orr
- Producteurs : Tobin Armbrust, Cary Brokaw, Guy East et Simon Oakes
- Co-Productrices : Vicki Dee Rock et Jillian Longnecker
- Producteurs exécutifs : Alexander Yves Brunner, Renny Harlin, Tom Lassally, Nigel Sinclair et Hilary Swank
- Musique : John Ottman
- Directeur de la photographie : Guillermo Navarro
- Montage : Stuart Levy et Bob Murawski
- Création des décors : J. Dennis Washington
- Direction artistique : Guy Barnes
- Décorateurs de plateau : Julie Drach, Wendy Ozols-Barnes et Justin Scoppa Jr.
- Création des costumes : Ann Roth
- Effets spéciaux de maquillage : Tony Gardner, Justin Raleigh, Scott Wheeler, Koji Ohmura
- Effets visuels : Darren Orr
- Distribution : Matthew Barry, Jo Edna Boldin et Nancy Green-Keyes
- Compagnies de production : Exclusive Media Group, Hammer Films et Avenue Pictures
- Compagnie de distribution : Icon Film Distribution
- Genre : Thriller, Drame, Épouvante-Horreur
- Pays :  États-Unis,  Royaume-Uni
- Budget : 20 000 000 de dollars
- Durée : 91 minutes
- Langue : Anglais Dolby Digital (DTS)
- Image : Couleurs (FotoKem)
- Ratio écran : 2.35:1 panoramique
- Format négatif : 35 mm (Anamorphique) D-Cinema

## Distribution
- Hilary Swank (VF : Marjorie Frantz ; VQ : Camille Cyr-Desmarais) : Dr Juliet Dermer
- Jeffrey Dean Morgan (VF : Lionel Tua ; VQ : Benoit Rousseau) : Max
- Lee Pace (VF : Damien Boisseau ; VQ : Patrice Dubois) : Jack
- Christopher Lee (VF : Michel Le Royer) : August
- Aunjanue Ellis (VF : Annie Milon ; VQ : Nadia Paradis) : Sydney
- Nana Visitor (VF : Marie Gamory) : l'agent immobilier
- Sean Rosales : Carlos
- Deborah Martinez : Mme Portes
- Sheila Ivy Traister : infirmière des Urgences

Source et légende : Version française (VF) sur AlloDoublage et Version québécoise (VQ) sur Doublage Québec.